# Oh Yeong-jin
Oh Yeong-jin (en coréen 오영진) est un auteur sud-coréen de manhwas né en 1970. Il a suivi des études techniques et travaille à la Korea Electric Power Corporation (Kepco) à Séoul. Il est connu internationalement pour sa bande dessinée autobiographique Le Visiteur du Sud éditée en France chez FLBLB pour laquelle il obtient un prix en 2008. Il y raconte la vie quotidienne de la population et des travailleurs de Corée du Nord qu'il a rencontrés dans le cadre de son emploi lors de la coopération fin 90-début 2000 entre le Nord et Sud coréen lors des grandes inondations qui ont touché gravement le nord. Dans ses autres œuvres également traduites en français, il met en lumière la vie quotidienne de la population de la Corée du Sud, notamment de Séoul.

## Œuvres
- Terrorist, revue Comix (inédit en France)
- Le Visiteur du Sud, FLBLB (2 tomes (1ère édition), intégrale (2e édition) ; 3e édition, 2017)[2],[4]
- Qui m'a fait caca sur la tête ?, FLBLB, mai 2017[5],[6],[7]
- Adulteland
- Ramdam à tous les étages (en couleur)
- Mission Pyongyang (en couleur)

## Prix
- 2004 : Best Planning, SICAF Award, Seoul
- 2004 : Special Prize, Korean Comic Award, Seoul
- 2008 : Prix Asie-ACBD pour la traduction française aux éditions FLBLB